# Die Konservenbraut
Die Konservenbraut è un film muto del 1915 diretto da Robert Wiene.
Fu il debutto cinematografico di Margarete Kupfer, un'attrice teatrale che avrebbe in seguito girato nella sua carriera più di duecento film.

## Produzione
Il film fu prodotto dalla Messter Film.

## Distribuzione
In Danimarca, con il titolo Konservesbaronen, il film fu distribuito il 21 luglio 1915.